# Casanay
Casanay é uma cidade venezuelana, capital do município de Andrés Eloy Blanco (Sucre).